# Петряшев, Кельсий Фёдорович
Кельсий Фёдорович Петряшев (1926 — 2001) — деятель советской военной разведки, вице-адмирал (1984), заместитель начальника ГРУ ГШ ВС СССР (1987—1989).

## Биография
Родился 4 октября 1926 года в деревне Чупово, Кичменгско-Городецкого района Вологодская области.
С 1943 года призван в ряды  РККФ. С 1944 года — ученик-радист школы связи Учебного отряда Северного флота. С 1945 года —  радист-телеграфист на плавбазе «Маяк» и на морском охотнике МО-429 2-го гвардейского дивизиона морских охотников.
С 1945 по 1949 годы учился в Тихоокеанское высшее военно-морское училище, после окончания которого командовал БЧ-4 эсминца «Рьяный» 5-го ВМФ.
С 1951 по 1952 годы слушатель Высших офицерских специальных курсов ВМС и с 1952 по 1956 годы — слушатель Военно-дипломатической академии.
С 1956 года — работал в военной разведке: с 1957 по 1962 годы находился в длительной командировке в США, работал под прикрытием должности переводчика в Секретариате ООН в Нью-Йорке. С 1963 года — офицер, с 1964 года — старший офицер 1-го направления Второго управления Главного разведывательного управления. С 1967 года вновь выезжал в командировку в США.
С 1971 по 1975 годы — начальник 1-го направления (по США) Третьего управления ГРУ ГШ ВС СССР.
С 1975 по 1981 годы работал в Вашингтоне. С 1981 по 1987 годы — начальник Третьего управления (Западное полушарие, Великобритания и ее доминионы) ГРУ ГШ ВС СССР.
В  1985 году окончил Высшие академические курсы при Высшей Военной академии Генерального штаба ВС СССР. С 1987 по 1989 годы — заместитель начальника Главного разведывательного управления.
В 1989 году уволен в отставку по болезни.
Умер 8 марта 2001 года в Москве.

## Награды
- Орден Ленина
- Орден Отечественной войны I степени (6.04.1985)
- Два Ордена Красной Звезды (1971, 1977)
- Орден Дружбы (1997)